# Corte (tango)

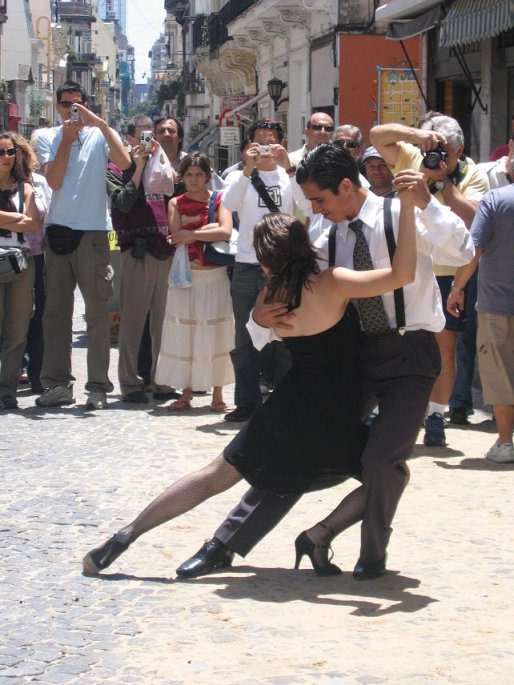
Ejemplo de corte con quebrada.

El corte es un movimiento clásico del baile argentino tango en el que se interrumpe la caminata para realizar alguna figura. Tradicionalmente se suele hablar de "corte y quebrada" y a veces se suele utilizar la expresión "corte" para referirse a la quebrada que se realiza en el corte. El abrazo estrecho, la caminata tanguera, el corte y la quebrada constituyen las características básicas de la coreografía tanguera.
El corte consiste literalmente en cortar o detener repentinamente la caminata del tango, para realizar en ese espacio de tiempo algún "firulete", es decir algún adorno coreográfico para lucimiento del baile. El corte es un momento que intensifica la comunicación entre los miembros de la pareja y pone en estrecho contacto ambos cuerpos, otorgándole una alta sensualidad al baile. 
Históricamente, el corte y la quebrada fueron los movimientos que llevaron a los sectores conservadores a acusar al tango de indecencia e inmoralidad. Algunos estilos de baile, genéricamente definidos como tango liso, atenúan el corte e incluso llegan a eliminarlo, con el fin de evitar el contacto sensual que el movimiento implica. El tango sin cortes es así un tango caminado.

## Evolución
El corte aparece a mediados del siglo XIX, en los orígenes mismos del tango como danza, varias décadas antes de que se definiera el género musical, a fines del siglo XIX. En Buenos Aires existe el registro de la detención de cuatro varones y dos mujeres en 1862 por estar "bailando y tirando cortes".
José Gobello sostiene que el corte deriva del candombe, luego de que las marchas candomberas de las comunidades afro-argentinas fueran prohibidas al caer Juan Manuel de Rosas en 1852. La marcha candombera tiene la característica de cortar la marcha para generar una serie de saltos y contorsiones. Prohibidas las marchas, el baile afro-rioplatense se encerró en sitios de baile que tomaron el nombre de academias, milongas, pringundines o canguelas, que atrajeron a un tipo social popular conocido como "compadrito", sucesor del gaucho en su proceso de urbanización. "Negros y negras", "pardos y pardas", "chinas", "compadritos" y trabajadores inmigrantes venidos de Europa y Medio Oriente, mayoritariamente italianos, en esa década posterior a 1852, fueron diseñando un baile con pareja abrazada, tomado del vals y la mazurca de moda por entonces, que incluyó la simbolización de los cortes y las quebradas de las prohibidas marchas del candombe.
Ese tipo de baile durante décadas predominó en la vida nocturna de las "orillas" de ciudades como Buenos Aires y Rosario, en Argentina, y Montevideo en Uruguay, razón por la cual recibió el nombre de "tango orillero" o "tango canyengue".
Poco a poco, a comienzos del siglo XX, el baile y la música que se fue desarrollando a partir de la novedosa danza que recibiría el nombre de "tango", comenzó a llegar a públicos más amplios y familiares y a bailarse en salones. El corte, al igual que la quebrada, comenzó entonces a ser atenuado, cuando no eliminado, con el fin de "adecentar" la danza. Esa modalidad de tango comenzó a ser conocida como "tango de salón" o más propiamente tango liso.
Un poema de Evaristo Carriego de 1913, titulado "El casamiento" refleja tanto la difusión familiar que había tomado el tango como el carácter excesivamente osado con que era visto el corte a comienzos de siglo:

El tío de la novia, que se ha creído
obligado a fijarse si el baile toma
buen caracter, afirma, medio ofendido,
que no se admiten cortes, ni aun en broma.
Evaristo Carriego ("El Casamiento", 1913)

## Características coreográficas
Técnicamente, el corte se realiza con una detención súbita decidida por quien lleva a la pareja, poniendo el peso sobre una pierna, pero inmediatamente volviendo a pasar el peso a la otra.
El corte, al detener la caminata, abre la posibilidad de muchas figuras como la quebrada misma, los ganchos, amagues, boleos, barridas, enrosques, planeos, etc. Estas figuras también suelen recibir la denominación genérica de "corte" y más propiamente de "firuletes", es decir adornos coreográficos de la danza.
En la coreografía milonguera tradicional del tango, el corte y los firuletes corresponden a los momentos melódicos del tema, en los que el compás se encuentra menos marcado, debiendo finalizar y caminarse cuando el tema vuelve al compás marcado.